# Ferhan och Ferzan Önder

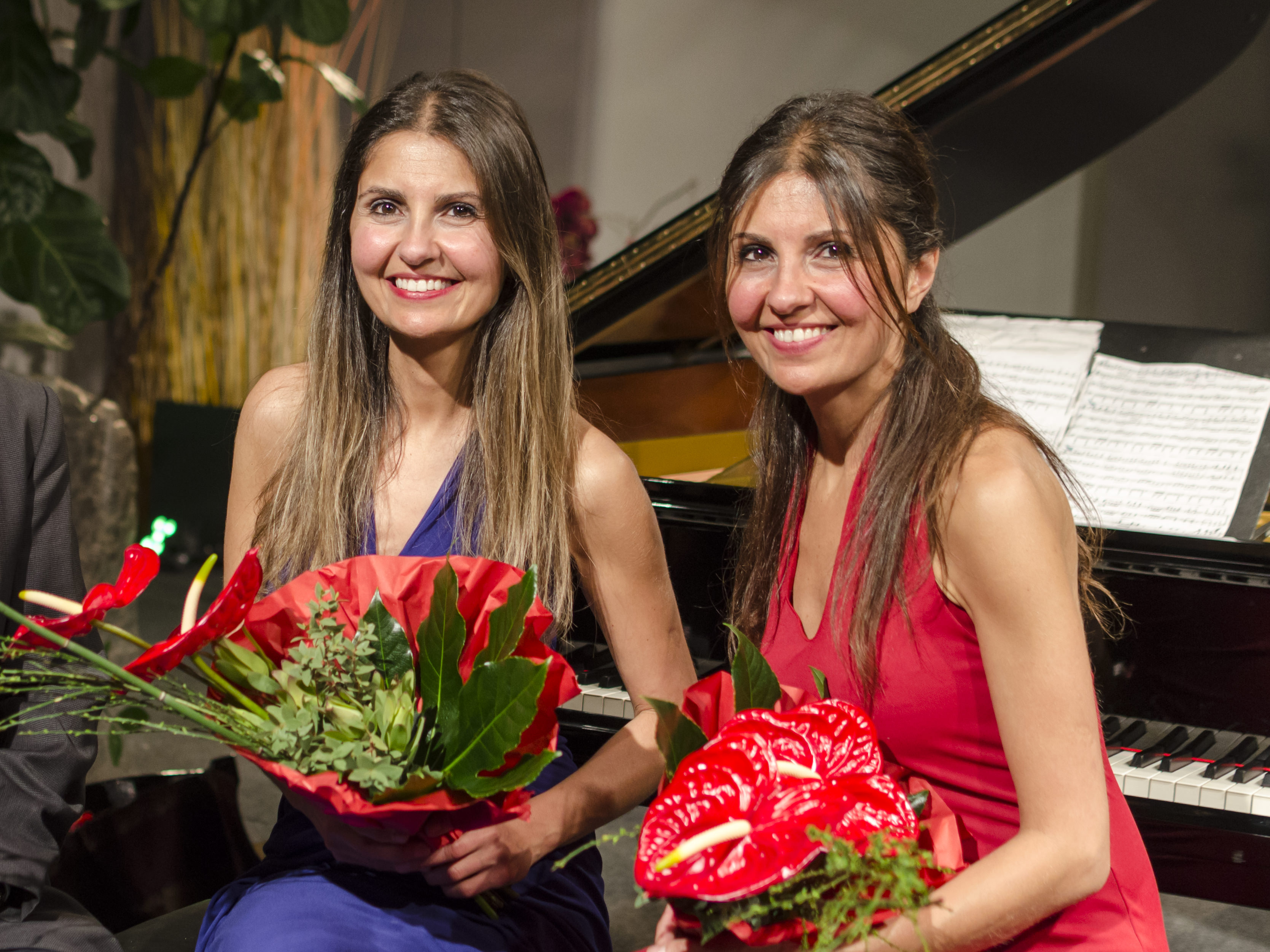
Ferhan och Ferzan Önder, 2017.

Ferhan och Ferzan Önder född 2 oktober 1965 i Tokat, Turkiet är turkisk-österrikiska tvillingar och pianister. De uppträder ofta som en duo.

## Biografi
Ferhan och Ferzan Önder berättar att de föddes i en liten by i norra Turkiet. Efter att deras äldre bror började studera musik vid Ankaras Konservatorium(en), flyttade familjen till Ankara. Tvillingsystrarna började spela piano vid 10 års ålder och undervisades som pianoduo från början. Vid 14 års ålder vann de ett särskilt jurypris på Concorso Pianistico Internazionale Alessandro Casagrande i Terni, Italien. De studerade först vid Hacettepe Universitet i Ankara och från 1985 vid Universität für Musik und darstellende Kunst Wien i Noel Flores(fi) och Paul Badura-Skoda(en) mästarklasser.
Duon är känd genom konsertturnéer över hela världen och regelbundna framträdanden med kända internationella orkestrar. De uppträder också på musikfestivaler som Festspelen i Salzburg, Beethovenfest(en) Bonn, Wien Festival(en), Rheingau Musik Festival(en) och Schleswig-Holstein Musik Festival(en).
Duons repertoar inkluderar verk av Bach, Vivaldi, Mozart, Poulenc, Bartók, Stravinsky, Lutosławski och Fazıl Say.
Deras första officiella CD "Vivaldi Reflections" (2001) fick ECHO Klassik-priset(en) 2002. Deras andra album fick titeln "1001 Nights" (2003). 2002 släpptes en liveinspelning av ett samarbete med Sächsische Staatskapelle Dresden (Djurens karneval(en), talare: Günther Jauch).
Tvillingsystrarna utsågs till Unicefs goodwillambassadörer av Unicefs Turkietkommitté 2003 och är involverade i barnprojekt. De bor båda i Wien.

### Privat
- Ferhan Önder var gift med pianisten Rico Gulda(de) och de har en dotter.[11]
- Ferzan Önder, ursprungligen hustru till en wiensk entreprenör,[6][12] har varit gift med multislagverkaren Martin Grubinger(en) sedan 2009, och de har en son.[13]

## Diskografi
- 1998: Saint-Saens - Beethoven (Pan Classics)
- 2001: Vivaldi Reflections (EMI)
- 2002: Karneval der Tiere
- 2003: 1001 Nights (EMI)
- 2015: Carmina Burana (SONY)
- 2019: Karneval der Tiere (SONY)
- 2019: Ferhan&Ferzan Önder play Fazil Say  (WINTER&WINTER)